# Charles Loftus (1er marquis d'Ely)
Charles Tottenham Loftus (23 janvier 1738 - 22 mars 1806) est un pair et homme politique anglo-irlandais. 

## Biographie
Né Charles Tottenham, il prend le nom de famille de Loftus en 1783, après avoir hérité des biens de son oncle Henry Loftus (1er comte d'Ely). Il est le fils unique de Sir John Tottenham, 1er baronnet de Loftus Hall, comté de Wexford, (décédé en 1786), et de la sœur d'Henry Loftus, Elizabeth (décédée en 1747). 
Il représente Fethard (comté de Wexford) à la Chambre des communes irlandaise de 1776 à 1783. Il est ensuite député de Wexford Borough, siège qu'il occupe jusqu'en 1785, date à laquelle il est élevé à la pairie d'Irlande en tant que baron Loftus de Loftus Hall, comté de Wexford. Du 14 janvier 1789 à 1806, il est l'un des maîtres de poste généraux d'Irlande . En 1789, il est fait vicomte Loftus et en 1794, il est nommé comte d'Ely. Il est devenu marquis d'Ely le 29 décembre 1800 et est nommé chevalier de l'Ordre de Saint-Patrick le 12 décembre 1794 . En 1801, il est nommé baron Loftus de Long Loftus, Yorkshire dans la pairie du Royaume-Uni, ce qui lui permet, ainsi qu'à ses successeurs, de siéger à la Chambre des lords. 
Il épouse en 1766 Jane Myhill (décédée en 1807), fille de Robert Myhill, de Killarney, comté Kilkenny , et Mary Billingsley, et a deux fils, John Loftus (2e marquis d'Ely), son héritier, et Robert, évêque de Clogher. 